# Fideris

Historisches Luftbild von Werner Friedli von 1954

Fideriser Heuberg, Blick nach Südosten (SE) Weissfluh, historisches Luftbild von W. Friedli (1950)

Fideris (walserdeutsch [ˈfɪd̥ɾɪʃ]; rätoromanisch Fadreinⓘ) ist ein Dorf im mittlern Prättigau mit je eigner Bürgergemeinde, reformierter Kirchgemeinde und politischer Gemeinde. Diese gehört zur Region Prättigau/Davos (bis 2001 zum Bezirk Oberlandquart) des Schweizer Kantons Graubünden.

## Geographie
Die Gemeinde liegt auf der südlichen Seite des mittleren Prättigaus. Neben der Hauptsiedlung, dem kreuzförmig angelegten Strassendorf Fideris auf einer Terrasse oberhalb der Mündung des Arieschbaches in die Landquart, umfasst sie die Fraktionen Strahlegg jenseits des Arieschtobels und Fideris-Au in der Sohle des Haupttales.
Das Territorium deckt sich weitgehend mit dem Einzugsgebiet des Arieschbaches und erstreckt sich von der Landquart im Norden bis zur Wasserscheide gegen das Schanfigg. Der halbkreisförmige Talschluss wird von den ausgedehnten Alpen der Fideriser Heuberge eingenommen, dahinter erheben sich die Gipfel von Mattjisch Horn (2461 m ü. M.) und Chistenstein (2473 m, höchster Punkt der Gemeinde). Nach Peist bzw. Langwies führen mehrere Saum- und Fusspfade: der Faninpass, die Arflinafurgga und das Strassberger Fürggli.
Vom gesamten Gemeindeareal von 2532 ha sind 1538 ha landwirtschaftliches Nutzgebiet (fast 92 % davon Alpwirtschaften). Weitere 698 ha sind von Wald und Gehölz bedeckt. Insgesamt 227 ha sind unproduktive Fläche (meist Gebirge) und die restlichen 69 ha Siedlungsfläche.
Die Gemeinde grenzt an Arosa, Conters im Prättigau, Jenaz, Küblis und Luzein.

## Geschichte
Die Siedlung wurde 1370 als Fidris erstmals erwähnt. Im östlichen Dorfteil Madinis wurde eine 25 cm lange Lanzenspitze aus der Spätbronzezeit gefunden.
Im Spätmittelalter lag bedeutender Grundbesitz bei der Propstei St. Jakob in Klosters (ein Hof mit zwölf Gütern) und beim Bistum Chur. Die Siedlung liegt an der früheren Talstrasse, welche die hochwassergefährdete Talsohle mied und von Jenaz über Fideris Dorf und Strahlegg nach Küblis führte.  Die Burg Strahlegg beim gleichnamigen Weiler an der alten Talstrasse Fideris-Küblis stammt aus der ersten Hälfte des 13. Jahrhunderts, gehörte im 14. Jahrhundert den Straiff, ab 1403 den Grafen von Toggenburg und wurde im 15. Jahrhundert verlassen. Die Hoheitsrechte lagen bei der Herrschaft Castels. 1436 trat Friderich als Teil des Gerichts Castels dem Zehngerichtenbund bei.
Die 1443 erwähnte Kirche St. Gallus war bis zur Reformation um 1530 Teil des Pfarrsprengels St. Johann in Schiers und wurde dann bis 1641 von Jenaz aus versorgt. Die im 14. Jahrhundert zugewanderten Walser gründeten die Siedlung Tarnuz auf 1900 m ü. M. Um 1530 war die Germanisierung abgeschlossen. Das 1464 urkundlich erwähnte Bad Fideris wurde 1545 durch Wildwasser zerstört und vom österreichischen Landvogt Peter Finer wieder aufgebaut. In Betrieb bis 1939, war es das bedeutendste Mineralbad des Prättigaus. Im Jahr 1895 waren 240 Gäste gleichzeitig anwesend. 1967 wurde es samt Quellen verschüttet. Bis zur Mitte des 19. Jahrhunderts dominierte die auf Selbstversorgung ausgerichtete Landwirtschaft, dann vor allem Viehzucht. Anfang des 21. Jahrhunderts spielt die dank ausgedehnten Waldflächen blühende Forstwirtschaft mit gemeindeeigener Sägerei immer noch eine grosse Rolle. Das 1947 gegründete Spanplattenwerk Fideris AG stellte seine Produktion 2002 ein. 2000 arbeiteten ca. 12 Prozent der in Fideris Erwerbstätigen im ersten Erwerbssektor. Der Wintertourismus in den Fideriser Heubergen ― im Frühling und Herbst Schiessplatz der Armee ― bietet weitere Erwerbsmöglichkeiten.

### Fideris-Bad
Das rund 2 Kilometer südlich von Fideris am Arieschbach gelegene, 1464 erwähnte Bad Fideris entwickelte sich im 19. Jahrhundert zum bedeutendsten Mineralbad Graubündens. Bei der einstigen Heilquelle handelte es sich um einen natrium- und eisenhaltigen Säuerling. Nachdem der Kurbetrieb bereits 1939 aufgegeben wurde, zerstörte 1967 eine Rüfe die Gebäude und verschüttete die Quelle. Heute führt ein Rundweg zu diesem Lostplace. Ein abgekürzter Fahrweg ab der steilen Bergstrasse auf die Fideriser Heuberge ist im Sommer bewilligungspflichtig und mit Gebühren am Dorfeingang lösbar. Im von schmucken Bürgerhäusern geprägten Frideriser Dorfkern setzt der Gourmet-Tourismus die Tradition von Bad Fideris fort.

## Wappen
| Wappen von Fideris | Blasonierung: «In Gold ein fangbereiter blauer Adler, rot bewehrt»                               |
| Wappen von Fideris | Übertragung aus einem Gemeindesiegel des 18. Jahrhunderts in den Farben des Zehngerichtenbundes. |

## Bevölkerung
Die Bevölkerung nahm durch Auswanderung zwischen 1850 und 1910 massiv ab (1850–1910: −23,0 %). In den 1910er-Jahren folgte ein erster Wachstumsschub, dann ein Jahrzehnt lang eine Stagnationsphase. Zwischen 1930 und 1960 kam es zu einem erheblichen Zuwachs der Bevölkerung (1930–1960: +35,2 %). Bis 1990 gab es Zeiten der Stagnation, von Bevölkerungsrückgang und starkem Wachstum. Insgesamt gesehen stieg die Bevölkerungszahl mässig an (1960–1990: +6,7 %) – um danach in den 1990er-Jahren zu stagnieren. Seit dem Jahr 2000 wächst die Einwohnerzahl wieder leicht an.
| Bevölkerungsentwicklung | Bevölkerungsentwicklung | Bevölkerungsentwicklung | Bevölkerungsentwicklung | Bevölkerungsentwicklung | Bevölkerungsentwicklung | Bevölkerungsentwicklung | Bevölkerungsentwicklung | Bevölkerungsentwicklung | Bevölkerungsentwicklung |
| ----------------------- | ----------------------- | ----------------------- | ----------------------- | ----------------------- | ----------------------- | ----------------------- | ----------------------- | ----------------------- | ----------------------- |
| Jahr                    | 1850                    | 1910                    | 1930                    | 1960                    | 1980                    | 1990                    | 2004                    | 2020                    |                         |
| Einwohnerzahl           | 460                     | 354                     | 406                     | 549                     | 492                     | 586                     | 599                     | 595                     |                         |

### Sprachen
Im frühen Mittelalter sprach die Bevölkerung der Gemeinde noch rätoromanisch; der romanische Ortsname lautet Fadrein. Im 14. Jahrhundert wanderten Walser zu, deren Anwesenheit auf Tarnutz seit 1389 bezeugt ist. Zur Zeit der Reformation war die Germanisierung bereits abgeschlossen. Einzige Amtssprache der Gemeinde ist Deutsch. Die Gemeinde ist heutzutage fast einheitlich deutschsprachig, wie die folgende Tabelle zeigt:
| Sprachen in Fideris |                   |                   |                   |                   |                   |                   |
| Sprachen            | Volkszählung 1980 | Volkszählung 1980 | Volkszählung 1990 | Volkszählung 1990 | Volkszählung 2000 | Volkszählung 2000 |
| Sprachen            | Anzahl            | Anteil            | Anzahl            | Anteil            | Anzahl            | Anteil            |
| Deutsch             | 485               | 98,58 %           | 557               | 95,05 %           | 565               | 96,42 %           |
| Rätoromanisch       | 6                 | 1,22 %            | 6                 | 1,02 %            | 4                 | 0,68 %            |
| Italienisch         | 0                 | 0,00 %            | 2                 | 0,34 %            | 3                 | 0,51 %            |
| Einwohner           | 492               | 100 %             | 586               | 100 %             | 586               | 100 %             |

### Religionen – Konfessionen

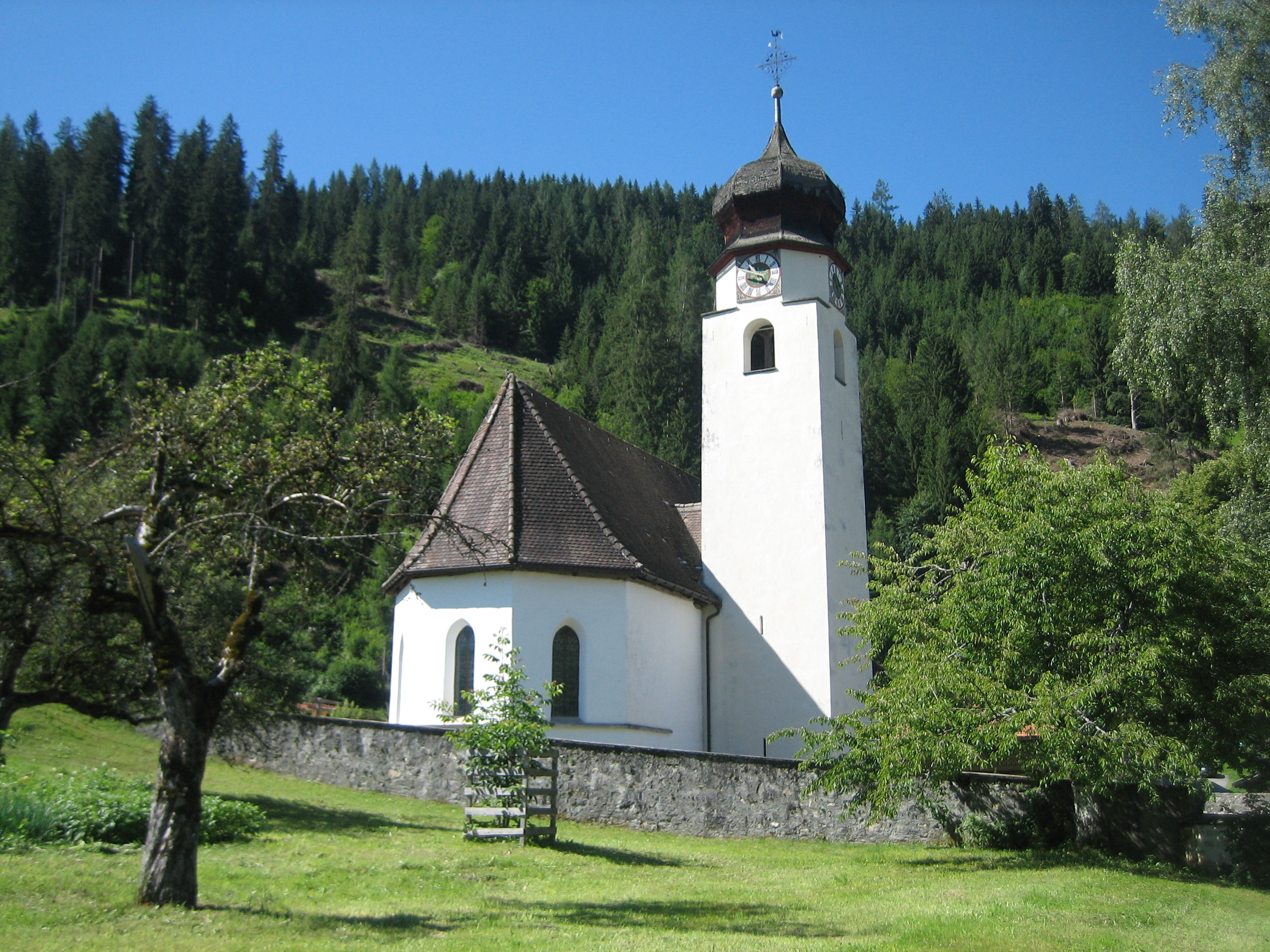
Reformierte Kirche

Fideris nahm um 1530 die neue (reformierte) Lehre an, die während Jahrhunderten dominierte. Durch Kirchenaustritte und Zuwanderung haben sich die religiösen Verhältnisse in den letzten Jahrzehnten verändert. Im Jahr 2000 gab es 84 % evangelisch-reformierte und 9 % römisch-katholische Christen.

### Herkunft – Nationalität
Von den Ende 2004 599 Bewohnern waren 579 (= 96,66 %) Schweizer Bürger. Bei der letzten Volkszählung waren 554 (= 94,54 %) Schweizer Staatsangehörige, darunter sechs Doppelbürger. Die grössten Zuwanderergruppen kommen aus Deutschland, Portugal und Italien.

## Politik
Der Gemeindepräsident ist Luca Giger (Stand: 2023).

## Sehenswürdigkeiten
Als einziges Prättigauer Dorf blieb Fideris von den Zerstörungen durch die Österreicher im Jahr 1622 verschont, so dass im Dorfkern eine Reihe stattlicher Bürgerhäuser erhalten geblieben sind.
- Das Haus Gujan entstand aus einem Wohnturm des 11. Jahrhunderts.
- Die 1461 errichtete reformierte Kirche präsentiert sich – abgesehen vom 1740 umgebauten Turm – als Bau der Spätgotik mit netzgewölbtem Chor und Wandmalereien aus der Bauzeit.
- Ehemaliges Haus Valär[8]
- Aufnahmegebäude der RhB[9]
- Beim Weiler Strahlegg steht die Ruine der gleichnamigen Burg Strahlegg. Von dem ins 13. Jahrhundert datierten Bau sind noch der Stumpf des Hauptturms und Mauerreste des Wohntraktes vorhanden.